# Route nationale 89
La route nationale 89 (RN 89 o N 89) è una strada nazionale francese che costituisce la tangenziale sud di Grenoble. Ha inizio dalla N7 a L'Arbresle, vicino a Lione, e termina a Bordeaux.

## Percorso
In origine non aveva la parte iniziale in comune con la N7 fino a L’Arbresle, ma da Lione (precisamente da Tassin-la-Demi-Lune) passava per Craponne salendo fino ad 866 m s.l.m. per poi scendere a Sainte-Foy-l'Argentière e dirigersi a Feurs. Questo tratto è stato declassato a D489 e D89 nel 1972. L’attuale N89 invece percorre la valle della Brévenne passando per Sainte Foy, dove incrocia la vecchia statale: il suo primo tratto finisce allo svincolo dell’A72.
L’originaria N89, declassata a D1089 dopo Feurs, attraversata la Loira imboccava le valli del Lignon e dell'Anzon a Boën-sur-Lignon. Dopo Noirétable la strada è affiancata dall’A89. Nel Puy-de-Dôme scende lungo la Durolle, oggi col nome di D2089 e serve la cittadina di Thiers. Dopo aver passato l’Allier a Pont-du-Château, raggiunge Clermont-Ferrand.
In seguito riprende la denominazione di N89 e, da Beaumont, attraversa il parco naturale regionale dei Vulcani dell’Alvernia. Il tratto dell’attuale N89 si conclude all’uscita di Ussel Nord dell’A89, mentre la vecchia statale declassata a D1089 continuava per Ussel e poi a sud-ovest, oggi raddoppiata dall’autostrada, servendo paesi minori tranne Égletons.
Si allontana dall’autostrada prima di giungere a Tulle e scendere, lungo la Corrèze, fino a Brive-la-Gaillarde. Segue poi la Vézère e, da Larche, cambia nome in D6089 ed è di nuovo affiancata dall’A89. Proseguendo in direzione ovest arriva a Périgueux, da dove si serve della valle dell’Isle e passa per Mussidan e Libourne (come D1089), dove supera la Dordogna e, di nuovo classificata come nazionale al termine dell’A89, finisce a Floirac, presso Bordeaux, all’incrocio con la N230.